# Wibbling Rivalry
《Wibbling Rivalry》는 영국 록 밴드 오아시스(Oasis)의 싱글 앨범으로, Fierce Panda라는 레코드 레이블에서 1995년에 발매되었다. 이것은 존 해리스(그 당시 NME에서 일하고 있던)에 의해 녹음된 것으로, 1994년 초기에 오아시스의 노엘 갤러거와 리암 갤러거 형제를 인터뷰 한 것이다.
이 뮤지션들은 페리에서 일어난 사건에 대한 독설로 가득 찬 말싸움으로 이루어진 사이드트랙들로 인해 얻어진 불화의 형제라는 그들의 명성에 걸맞게 산다.
Wibbling Rivalry라는 제목은 형제간의 경쟁관계(sibling rivalry)라는 표현과 wibble이라는 단어의 합성이다.
이 싱글은 리암의 불경스런 언행이 현저하게 담긴 '리암 트랙'과 노엘의 '노엘 트랙'을 포함하고 있다. "Wibbling Rivalry"는 UK에서 발매된 인터뷰들 중 가장 높은 차트 성적(1995년 11월 25일, 52위)에 도달한 인터뷰라는 기록을 유지하고 있다

### 트랙리스트
1. Noel's Track
2. Liam's Track